# カツイ
株式会社カツイは、日本の建設会社。北海道岩見沢市9条西1丁目10番地1に本社を置く、空知管内で1920年（大正9年）に創業された土木建設会社。

## 概要

### 事業内容
施工関連の事業
- 土木工事業
- 建築工事業
- とび・土木工事業
- 鋼構造物工事業
- 水道施設工事業
- 管工事業
- 不動産売買
- 除排雪業務

### 事業所
- 本社:〒079-0181 北海道岩見沢市9条西1丁目10番地1
- 資材配送センター: 北海道岩見沢市東町247-3
- 苫小牧営業所: 北海道苫小牧市光洋町1-5-26藤ビル2F

#### かつてあった事業所
- 札幌支店: 北海道札幌市中央区南2条西7丁目南2条ビル

### 歴代社長
- 初代：勝井寅吉
- 2代目：勝井清一郎
- 3代目：勝井祐輔
- 4代目：勝井清
- 5代目：勝井裕幸

### 役員構成
| 役職           | 氏名      | 出身校 | 備考 |
| -------------- | --------- | ------ | ---- |
| 代表取締役社長 | 勝井 裕幸 |        |      |
| 取締役副社長   | 津田 等   |        |      |
| 取締役         | 佐々木 正 |        |      |
| 取締役         | 川浪 雅利 |        |      |

## 沿革
- 1920年 勝井森太郎の勝井組に女婿の勝井寅吉がのれん分けてもらい「井桁勝井組」を創業。 本家・勝井組（勝井建設工業）との競合を避け、岩見沢町役場下請けと民間工事を専門とした。
- 1935年 空知土木建築請負業組合に加盟
- 1938年 勝井清一郎家督相続（現会社の設立者）
- 1950年 「勝井組土建」に改組。勝井清一郎社長に就任
- 1971年 代表取締役社長 勝井清一郎が退任し勝井祐輔が就任
- 1975年 資本金3200万円となり、完成工事高が9億円を超える
- 1991年 代表取締役社長 勝井祐輔が岩見沢商工会議所会頭に就任
- 1999年 完成工事高が21億円を超える
- 2000年4月 創業80周年を敢行。代表取締役社長 勝井祐輔が退任し勝井清が就任。社名を「カツイ」に変更
- 2001年5月 体調不良により代表取締役社長 勝井清が退任し勝井裕幸が就任
- 2003年 完成工事高が30億円を超える
- 2007年 完成工事高が47億円を超える
- 2008年12月25日 民事再生手続きを札幌地方裁判所岩見沢支部に申請。資産合計は約5億579万円で、負債額は約14億9850万円[2]。
- 2009年07月10日 再生計画案認可が決定、藤建設工業の全面出資を受ける事となった。勝井裕幸社長が引き続き代表取締役を務める。
- 2009年9月 整理統合の一環で札幌支店を廃止。苫小牧営業所を設置

## 主な施工実績
- 岩見沢町立女子職業学校
- 旧岩見沢市役所
- 北海道岩見沢市立岩見沢小学校
- 岩見沢市立病院
- 岩見沢ホテル
- 岩見沢検察庁庁舎
- 滝川刑務所
- 岩見沢保健所